# 李木子
李木子（1989年7月22日—），出生於黑龍江省哈爾濱市，中国大陆女演員，中华全国总工会文工团演员，毕业于上海戲劇學院表演系。她曾获2013年第14届中国电影金凤凰奖新人奖，后凭借电影《你若安好》获2017年澳门国际电影节金莲花奖最佳女配角、第13届中美电影节年度最佳新晋女演员。

## 影視作品

### 電視劇
| 首播日期       | 頻道               | 劇名             | 角色   | 備注 |
| 2007年2月18日  |                    | 《皇上二大爺》   | 素玉   |      |
| 2008年月日     |                    | 《死亡的秘密》   | 賈麗麗 |      |
| 2009年1月22日  | 廣州綜合           | 《玫瑰江湖》     | 王如意 |      |
| 2008年月日     |                    | 《愛盛開》       | 谷靜蘭 |      |
| 2010年月日     |                    | 《上海鋤奸》     | 潘潔   |      |
| 2010年月日     |                    | 《別對我說謊》   | 宋小妞 |      |
| 2011年1月1日   | 寧夏電視台影視     | 《黛玉傳》       | 秋紋   |      |
| 2012年7月16日  | 山東影視           | 《窮孩子富孩子》 | 章雨燕 |      |
| 2019年8月26日  | 湖南衛視           | 《遇見幸福》     | 金逸晨 |      |
| 2020年4月14日  | 東方衛視、北京衛視 | 《獵狐》         | 林姐   |      |
| 2020年9月30日  | 愛奇藝             | 《正道無敵》     | 洛佳   |      |
| 2020年5月11日  | 中央電視台綜合     | 《花繁葉茂》     | 李小翠 |      |
| 2022年9月25日  | 芒果TV、騰訊視頻   | 《衚衕》         | 李芬   |      |
| 2022年12月23日 | CCTV-1、央視頻     | 《破曉東方》     | 米好雨 |      |
| 2023年6月1日   | 央視八套           | 《夢中的那片海》 | 李大夫 |      |
| 2023年7月21日  | 央視一套           | 《富春山居》     | 劉濤   |      |
| 2024年1月17日  | 愛奇藝             | 《仙劍四》       | 韓菱湘 |      |

### 電影
| 上映日期       | 導演   | 劇名             | 角色   | 備注 |
|                |        | 《填海》         | 天天   |      |
| 2017年10月17日 | 劉抒鵑 | 《你若安好》     | 馮曉雅 |      |
| 2018年9月3日   | 李作楠 | 《那些女人》     |        |      |
| 2018年9月21日  | 童江南 | 《冷戀時代》     | 記者   |      |
| 2018年         | 劉抒鵑 | 《北緯18度的愛》 |        |      |
| 2019年3月8日   | 劉抒娟 | 《夢想之城》     |        |      |
| 2023年         | 江平   | 《椰林深處》     |        |      |

### 舞台劇
| 日期   | 劇名                   | 角色   | 備注                                                         |
|        | 《家》                 | 鳴鳳   |                                                              |
|        | 《背叛》               | 艾瑪   |                                                              |
|        | 《雷雨》               | 魯侍萍 |                                                              |
|        | 《玩偶之家》           | 娜拉   |                                                              |
|        | 《熱血融冰》           | 小蘭   |                                                              |
|        | 《小豬快跑》           | 甜甜   |                                                              |
|        | 《胡桃架子》           | 克拉拉 |                                                              |
| 2004年 | 《匆匆過客》           |        |                                                              |
| 2005年 | 《看左;不右》          |        | 中澳文化交流項目“漂移的地平線”演出形體戲劇                   |
| 2005年 | 《變化中的視野》       |        | 中澳文化交流項目“漂移的地平線”演出形體戲劇                   |
| 2006年 | 《安堤戈涅》           |        | 希臘悲劇                                                     |
| 2006年 | 《麥克白》             |        | 希臘悲劇                                                     |
| 2007年 | 《皮爾金特》           |        | 環境戲劇                                                     |
| 2008年 | 《大紅鼻子對小紅鼻子》 |        | 中法文化交流之春項目“卡巴萊中法丑角歌舞行”                   |
| 2009年 | 《軍工記憶》           |        | 國家國防科技工業慶祝新中國成立六十週年文藝演出音樂情景報告劇 |

## 獎項
| 日期           | 得獎名稱                              | 劇名       | 備註 |
| 影視類         |                                       |            |      |
| 2013年9月10日  | 第14屆中國電影表演藝術學會新人獎      | 心中的天堂 | 獲獎 |
| 2017年10月29日 | 第13屆中美電影節年度最佳新晉女演員獎  | 你若安好   | 獲獎 |
| 2017年12月8日  | 第1屆塞班國際電影節最佳新人獎         | 你若安好   | 獲獎 |
| 2017年12月8日  | 第1屆塞班國際電影節最佳表演進步獎     | 你若安好   | 提名 |
| 2018年12月21日 | 第9屆澳門國際電影節金蓮花最佳女配角獎 | 你若安好   | 獲獎 |